# Willem Augustin
Willem Augustin (Amsterdam, 7 februari 1923 – Sneek, 31 oktober 2004) was een Nederlands schaatser.

## Biografie
Augustin werd geboren in de Egelantiersdwarsstraat in de Jordaan, als zoon van een SDAP stemmende kraandrijver bij Werkspoor. Voor zijn achtste verjaardag kreeg hij een gulden waarmee hij zijn eerste schaatsen kocht. Met een oom maakte hij later geregeld lange tochten.

## Elfstedentocht
Zijn voornaamste bekendheid genoot Augustin vanwege zijn deelnames aan de Elfstedentocht. Hij deed mee aan negen achtereenvolgende tochten, van de zevende Elfstedentocht (1941) tot de vijftiende Elfstedentocht (1997). In 1941 miste Augustin, destijds 17 jaar oud, de laatste trein naar Leeuwarden en kwam hij in de nacht voor de tocht op de fiets vanuit Amsterdam over de Afsluitdijk naar de start in Leeuwarden, die hij ternauwernood haalde. Augustin reed de tocht uit en vierde de volgende dag zijn 18e verjaardag. In 1997 reed Augustin zijn negende en laatste Elfstedentocht, ditmaal als toerrijder. De op dat moment bijna 74-jarige Augustin werd tijdens de tocht gevolgd door NOS-verslaggever Roeland Stekelenburg, die schaatsend en filmend een reportage over de schaatslegende maakte. De deelname van Augustin aan de twaalfde Elfstedentocht (1963) is beschreven in het boek "De mannen van '63" van Marnix Koolhaas en Jurryt van de Vooren. Hij werd in deze editie veertiende. De negende Elfstedentocht in 1947 was de enige editie waarbij Augustin niet de finish haalde. Hij brak een schaats waarna hij op sokken en onderweg gekochte houten schaatsen verderging. Wegens slechte omstandigheden werd hij bij Oudkerk van het ijs gehaald.

## Inline-schaatsen
Naast het ijsschaatsen deed Augustin aan inline-schaatsen, boksen, fietsen en rugby bij AAC. Ook was hij schaats- en inline-schaatstrainer van kinderen, onder andere op de Jaap Edenbaan in Amsterdam. In 2002 liep hij op 79-jarige leeftijd de Elfstedenwandeltocht, waarbij in vijf etappes ruim 200 kilometer wordt afgelegd. Hij was destijds de oudste deelnemer.
Augustin was werkzaam als bouwvakker en gedurende zijn hele leven een overtuigd communist. In 1990, na de dood van zijn vrouw, verhuisde hij naar Hindeloopen, waar hij in de buurt van het Fries Schaatsmuseum woonde. Zijn enige zoon was rond 1977 overleden. Augustin raakte in oktober 2004 gewond door een ongeluk in zijn huis. Hij overleed twee weken later op 81-jarige leeftijd in het Antonius Ziekenhuis te Sneek.
Het Fries Schaatsmuseum wijdde in 2005 een tentoonstelling aan Augustin. In de Amsterdamse wijk Laan van Spartaan is een straat naar Augustin genoemd, de Willem Augustinstraat.